# Lejeunea ophiocephala
Lejeunea ophiocephala là một loài Rêu trong họ Lejeuneaceae. Loài này được (Taylor) Mitt. mô tả khoa học đầu tiên năm 1854.